# Anabolia consocia
Anabolia consocia là một loài Trichoptera trong họ Limnephilidae. Chúng phân bố ở miền Tân bắc.